# Aktionsgruppe Babynahrung
Die Aktionsgruppe Babynahrung e. V. (AGB) ist ein deutscher Verein mit dem Ziel, „das vermeidbare Leiden und Sterben von Kindern durch unangemessene Ernährung zu beenden, sowie die Rechte der Kinder auf angemessene Ernährung und Gesundheit zu fördern“. Um dies zu erreichen, werden Verbraucherschutz, Bildungs- und Lobbyarbeit betrieben. Der Sitz des Vereins ist Göttingen. Der Verein wurde 1981 von Menschen aus dem Bereich der Gesundheits- und Entwicklungszusammenarbeit sowie von Käufern von Babynahrung gegründet.
Nach Meinung des Vereins kann dies weltweit durch die Förderung und den Schutz des Stillens sowie durch ein eindeutiges Vorgehen gegen die Werbe- und Vermarktungspraktiken der Babynahrungsindustrie gelingen. Bundesweit wird die Arbeit der AGB von ungefähr 170 Gruppen unterstützt.
Der Verein ist Teil des International Baby Food Action Network, dem sie als deutsche Sektion angehört.  Die Aktionsgruppe Babynahrung erhielt zudem eine Auszeichnung von der La Leche Liga.

## Hauptaufgaben
Der übergeordnete Zweck des Vereins besteht darin, Hinweise zu aggressiven Werbemethoden von Babynahrung-Herstellern zu sammeln und diese an die Öffentlichkeit zu bringen. Neben Öffentlichkeitsarbeit, Lobbyarbeit, Verbraucherschutz und Bildungsarbeit, setzt sich der Verein für mehr Transparenz in den Beziehungen zwischen überstaatlichen und staatlichen Einrichtungen und den Interessen der Industrie ein.
Der Verein setzt sich unter anderem für einen Boykott gegen den weltweit größten Anbieter von Säuglingsnahrung Nestlé ein und fordert zudem den Kauf von sozial und ökologisch nachhaltigen Produkten.
Hierbei hat der Verein im Berichtszeitraum 2000/2001 mehrere Verstöße des Lebensmittelkonzern Nestlé gegen den Internationalen Kodex für die Vermarktung von Muttermilchersatzprodukten festgestellt. Dabei handelte es sich unter anderem um die Verteilung von Gratisproben an Mütter und Gesundheitspersonal, Platzieren von Werbematerial in Gesundheitseinrichtungen, Geschenke und andere Korruptionsversuche an Gesundheitspersonal, direkter Kontakt von Firmenpersonal zu Schwangeren oder Müttern sowie kostenlose oder verbilligte Lieferungen an Gesundheitseinrichtungen.
Des Weiteren fällt Nestlé nach Angaben des Vereins durch die unzureichende oder fehlende Etikettierung der Säuglingsnahrung in der jeweiligen Landessprache und massive Werbung in der allgemeinen Öffentlichkeit negativ auf.
Der Boykott wird in Deutschland nach Angaben des Vereins von rund 170 Gruppen und mehr als 10.000 Menschen aktiv getragen.

## Hintergrund
Der Verein arbeitet auf der Grundlage des Internationalen Kodex für die Vermarktung von Muttermilchersatzprodukten.
Unterstützt wird der Verein unter anderem durch den Bund Deutscher Hebammen, Bundesverband Bürgerinitiativen Umweltschutz, Bündnis 90/Die Grünen, Deutscher Kinderschutzbund, Deutsches Institut für Ärztliche Mission und UNICEF Deutschland, sowie dem Dachverband der Kritischen Aktionärinnen und Aktionäre.